# سگینو (میشیگان)
سگینا  (به انگلیسی: Saginaw) شهری است در ایالت میشیگان از کشور ایالات متحده آمریکا.